# Tour de Pologne 2015 – 1. etap
1. etap kolarskiego wyścigu Tour de Pologne 2015 odbył się 2 sierpnia. Start etapu oraz meta miały miejsce w Warszawie. Etap liczył 122 kilometrów.

## Premie
Na 1. etapie były następujące premie:
| Rodzaj | Rodzaj            | Miejscowość      | Kilometry (od startu) | Kilometry (do mety) |
| ------ | ----------------- | ---------------- | --------------------- | ------------------- |
|        | Górska (III kat.) | Karowa           | 84,1 km               | 37,9 km             |
|        | Lotna             | Plac Krasińskich | 98,1 km               | 23,9 km             |

### Wyniki
| Górska – Karowa |               |        |        |
| Miejsce         | Zawodnik      | Zespół | Punkty |
| 1.              | Adrian Kurek  | CCC    | 3      |
| 2.              | Paweł Bernas  | POL    | 2      |
| 3.              | Matej Mohorič | TCG    | 1      |

| Lotna – Plac Krasickich |               |        |        |
| Miejsce                 | Zawodnik      | Zespół | Punkty |
| 1.                      | Matej Mohorič | TCG    | 3      |
| 2.                      | Adrian Kurek  | CCC    | 2      |
| 3.                      | Paweł Bernas  | POL    | 1      |

## Wyniki etapu
| Miejsce | Zawodnik           | Państwo   | Zespół             | Czas       | Bon.  | Pkt. |
| ------- | ------------------ | --------- | ------------------ | ---------- | ----- | ---- |
| 1.      | Marcel Kittel      | Niemcy    | Team Giant-Alpecin | 2h 43' 13" | -10 s | 20   |
| 2.      | Caleb Ewan         | Australia | Orica-GreenEdge    | + 0"       | - 6 s | 19   |
| 3.      | Niccolò Bonifazio  | Włochy    | Lampre-Merida      | + 0"       | - 4 s | 18   |
| 4.      | Dennis van Winden  | Holandia  | Team LottoNL-Jumbo | + 0"       | —     | 17   |
| 5.      | Sébastien Turgot   | Francja   | Ag2r-La Mondiale   | + 0"       | —     | 16   |
| 6.      | Kris Boeckmans     | Belgia    | Lotto Soudal       | + 0"       | —     | 15   |
| 7.      | Andrea Guardini    | Włochy    | Pro Team Astana    | + 0"       | —     | 14   |
| 8.      | Lorrenzo Manzin    | Francja   | FDJ.fr             | + 0"       | —     | 13   |
| 9.      | Michał Kwiatkowski | Polska    | Etixx-Quick Step   | + 0"       | —     | 12   |
| 10.     | Ion Izagirre       | Hiszpania | Movistar Team      | + 0"       | —     | 11   |

## Klasyfikacje po 1. etapie

### Klasyfikacja generalna
| Miejsce | Zawodnik           | Państwo   | Zespół             | Czas       |
| ------- | ------------------ | --------- | ------------------ | ---------- |
|         | Marcel Kittel      | Niemcy    | Team Giant-Alpecin | 2h 43' 03" |
| 2.      | Caleb Ewan         | Australia | Orica-GreenEdge    | + 4"       |
| 3.      | Niccolò Bonifazio  | Włochy    | Lampre-Merida      | + 6"       |
| 4.      | Dennis van Winden  | Holandia  | Team LottoNL-Jumbo | + 10"      |
| 5.      | Sébastien Turgot   | Francja   | Ag2r-La Mondiale   | + 10"      |
| 6.      | Kris Boeckmans     | Belgia    | Lotto Soudal       | + 10"      |
| 7.      | Andrea Guardini    | Włochy    | Pro Team Astana    | + 10"      |
| 8.      | Lorrenzo Manzin    | Francja   | FDJ.fr             | + 10"      |
| 9.      | Michał Kwiatkowski | Polska    | Etixx-Quick Step   | + 10"      |
| 10.     | Ion Izagirre       | Hiszpania | Movistar Team      | + 10"      |

### Klasyfikacja punktowa
| Miejsce | Zawodnik           | Państwo   | Zespół             | Punkty |
| ------- | ------------------ | --------- | ------------------ | ------ |
|         | Marcel Kittel      | Niemcy    | Team Giant-Alpecin | 20     |
| 2.      | Caleb Ewan         | Australia | Orica-GreenEdge    | 19     |
| 3.      | Niccolò Bonifazio  | Włochy    | Lampre-Merida      | 18     |
| 4.      | Dennis van Winden  | Holandia  | Team LottoNL-Jumbo | 17     |
| 5.      | Sébastien Turgot   | Francja   | Ag2r-La Mondiale   | 16     |
| 6.      | Kris Boeckmans     | Belgia    | Lotto Soudal       | 15     |
| 7.      | Andrea Guardini    | Włochy    | Pro Team Astana    | 14     |
| 8.      | Lorrenzo Manzin    | Francja   | FDJ.fr             | 13     |
| 9.      | Michał Kwiatkowski | Polska    | Etixx-Quick Step   | 12     |
| 10.     | Ion Izagirre       | Hiszpania | Movistar Team      | 11     |

### Klasyfikacja górska
| Miejsce | Zawodnik      | Państwo  | Zespół                 | Punkty |
| ------- | ------------- | -------- | ---------------------- | ------ |
|         | Adrian Kurek  | Polska   | CCC Sprandi Polkowice  | 3      |
| 2.      | Paweł Bernas  | Polska   | Reprezentacja Polski   | 2      |
| 3.      | Matej Mohorič | Słowenia | Team Cannondale-Garmin | 1      |

### Klasyfikacja najaktywniejszych
| Miejsce | Zawodnik      | Państwo  | Zespół                 | Punkty |
| ------- | ------------- | -------- | ---------------------- | ------ |
|         | Matej Mohorič | Słowenia | Team Cannondale-Garmin | 3      |
| 2.      | Adrian Kurek  | Polska   | CCC Sprandi Polkowice  | 2      |
| 3.      | Paweł Bernas  | Polska   | Reprezentacja Polski   | 1      |

### Klasyfikacja drużynowa
| Miejsce | Zespół               | Państwo           | Czas       |
| ------- | -------------------- | ----------------- | ---------- |
| 1.      | Team LottoNL-Jumbo   | Holandia          | 8h 09' 39" |
| 2.      | Team Tinkoff-Saxo    | Rosja             | + 0"       |
| 3.      | Etixx-Quick Step     | Belgia            | + 8"       |
| 4.      | Pro Team Astana      | Kazachstan        | + 8"       |
| 5.      | Team Giant-Alpecin   | Niemcy            | + 8"       |
| 6.      | Reprezentacja Polski | Polska            | + 8"       |
| 7.      | BMC Racing Team      | Stany Zjednoczone | + 8"       |
| 8.      | Lampre-Merida        | Włochy            | + 16"      |
| 9.      | Ag2r-La Mondiale     | Francja           | + 16"      |
| 10.     | Movistar Team        | Hiszpania         | + 16"      |